# Cottbus
 Ikke at forveksle med Cottbus (bezirk).
Cottbus (sorbisk: Chóśebuz) er den næststørste by i den tyske delstat Brandenburg. Byen ligger ved floden Spree omkring 20 kilometer fra den polske grænse.
Byen har 99.515 indbyggere (pr. 31.12. 2022).

## Erhverv
Cottbus er kendt for en omfattende tekstil- og metalindustri.
I DDR-perioden var området berygtet for sine store brunkulslejer. Brunkul spillede en central rolle i den østtyske industri, både som energikilde og til tekstiler, hvor fibrene var anvendelige. Således er der rundt om Cottbus store kratere af gamle brunkulslejer, som blev udgravet af store gravemaskiner og efterlod en sandørken i kilometerstore grave. Flere af disse grave er naturreservater, da de bliver fyldt med vand og udlagt som søer.

## Kultur

### Energie Cottbus
Energie Cottbus (Fußballclub Energie Cottbus e. V.) er byens professionelle fodboldklub. Hjemmebane hedder Stadion der Freundschaft og stammer fra DDR-tiden. Klubben har i to omgange spillet i Bundesligaen (2000-2003 og 2006-2009) og fik forinden sit store gennembrud med deltagelse i den tyske pokalfinale 1997, hvor den som det kun andet amatørhold i historien deltog, men  tabte til Stuttgart med 0-2.

### Staatstheater
Cottbus har et meget imponerende "Staatstheater" i Jugendstil. Teatret ligger midt i byen på Schillerplads og er arkitekt Sehrings mesterværk i klassisk Jugendstil. Teatret er hjemsted for den brandenburgske opera og teaterscene.
Teatret blev i Danmark kendt for at opsætte et skuespil om Olsen-banden, som de danske Olsenbande-skuespillere overværede premieren på.

## Turisme

### Branitzer Park
Branitzer Park (Fürst-Pückler-Park Branitz) er den betydeligste park i Cottbus. Den er anlagt omkring slottet Branitz og er udover sit smukke romantiske haveanlæg berømt for sine jordpyramider, som fyrst Pückler lod bygge som gravkamre for sig og sine nærmeste.

### Spremberger tårnet
Spremberger tårnet (Spremberger Turm) er Cottbus' vartegn og stammer fra det 13. århundrede, hvor det blev bygget som en del af fæstningsværket rundt om Cottbus.

### Spreewald
Nordvest for Cottbus ligger Spreewald, et stort område der er er berømt for sin enestående folklore med rødder i den sorbiske kultur. Biler har kun begrænset adgang. I stedet anvender man pramme (Kanen), som en pramdrager stager frem. Spreewald minder om Venedig, blot er det ikke en bykultur, men et landligt område, hvor floden Spree deler sig i et mylder af små forgreninger. Postbudene anvender prammene, og der er byskilte ved kanalerne, som man ser det på landevejene.
Spreewald er i øvrigt kendt for sine syltede agurker, som var en elsket delikatesse i DDR, og den meget fine Leinöl (hørolie), som anvendes i lokale madspecialiteter.